# 原管藻属
原管藻属（学名：Protosiphon）为原管藻科的一个属。

## 下级分类
本属包括以下物种：
- 原管藻 Protosiphon botryoides Klebs, 1896[1]
- Protosiphon cinnamomeus| (Menegh) Drouet & Daily, 1948